# Charlotte Kempenaers-Pocz
Charlotte Kempenaers-Pocz (Glengowrie, 11 settembre 2004) è una tennista australiana.

## Vita personale
Charlotte Kempenaers-Pocz ha iniziato a giocare a tennis all'età di cinque anni grazie ai suoi genitori.

## Carriera
Charlotte ha fatto il suo debutto nell'ITF Women's Circuit prendendo parte ad un evento a Port Pirie nel febbraio 2019, dove ha raggiunto la semifinale a soli quattordici anni.
Nel mese di febbraio 2021, la Kempenaers-Pocz ha preso parte al primo Gran Glam in carriera all'Australian Open 2021 - Qualificazioni singolare femminile, dove è stata sconfitta al primo turno.
Ha ricevuto anche una wild-card per il torneo di doppio al Yarra Valley Classic 2021, facendo così il suo debutto nel main draw di un torneo WTA, dove in coppia con la connazionale Jaimee Fourlis sono state sconfitte all'esordio.
Charlotte prende parte anche al Phillip Island Trophy 2021 in doppio, sempre grazie ad una wild card, dove anche in questo caso viene sconfitta al primo turno giocando in coppia con Destanee Aiava.